# Omfartsvejen (Langeskov)
 For alternative betydninger, se Omfartsvejen. (Se også artikler, som begynder med Omfartsvejen)
Omfartsvejen  er en to sporet omfartsvej der går vest om Langeskov. Den er med til at lede trafikken vest om Langeskov og ud til Fynske Motorvej E20, så byen ikke bliver belastet af så meget gennemkørende trafik.
Vejen forbinder Odensevej i nord med Mariesmindevej i syd, og har forbindelse til Odensevej, og Industrivej.